# نوريو ساساكي
نوريو ساساكي (佐々木 則夫) (ولد 24 مايو 1958) هو لاعب كرة قدم ياباني سابق ومدرب، شارك كمدرب في منافسات كرة القدم للسيدات في الألعاب الأولمبية الصيفية 2008 وكأس العالم للسيدات 2011 وكرة القدم في الألعاب الأولمبية الصيفية 2012 – مسابقة السيدات وكأس العالم للسيدات 2015.

## وصلات خارجية
- نوريو ساساكي على موقع الاتحاد الدولي (مؤرشف)  (الإنجليزية)
- نوريو ساساكي على موقع الاتحاد الأوربي (الإنجليزية)
- نوريو ساساكي على موقع قاعدة بيانات كرة القدم.إي يو (الإنجليزية)
- نوريو ساساكي على موقع Soccerway.com (الإنجليزية)
- نوريو ساساكي على موقع عالم كرة القدم.نت (الإنجليزية)
- نوريو ساساكي على موقع أوليمبيديا (الإنجليزية)